# Émile Rouéde
Émile Rouède ou Emílio Rouède (Avinhão, 1848 - Santos, 1908) foi um aventureiro francês que se fixou inicialmente no Rio de Janeiro, como pintor, jornalista, teatrólogo e escritor. 
Chega ao Brasil em 1880 e fixa residência no Rio de Janeiro. Apresenta o quadro Vista do Saco do Alferes na Exposição da Sociedade Propagadora de Belas Artes, no Liceu de Artes e Ofícios, em 1882.  
Frequentou a roda boêmia da cidade e logo tornou-se amigo e muitas vezes colaborador de Aluísio Azevedo, Artur de Azevedo, Olavo Bilac, Coelho Neto e outros nomes importantes da intelectualidade carioca. 
Adere à causa abolicionista em 1888 e pinta quadros para angariar fundos para o movimento. No mesmo ano, escreve com Coelho Neto Indenização ou República, sobre o mesmo tema. Em em 1891, publica charges satirizando membros do novo governo republicano. E em 1893 rompeu com o presidente da República, marechal Floriano Peixoto por ocasião da chamada Revolta da Armada fugindo para Minas Gerais com Olavo Bilac.  Em Ouro Preto, dá aulas de pintura e, em 1894, pinta o povoado Curral del Rey, que se torna depois Belo Horizonte.  
Em 1896, fotografa Diamantina. Muda-se para São Paulo em 1897. Vai para Santos no ano seguinte, onde pinta e a partir de 1905 passa a ser jornalista e caricaturista do jornal A Cidade de Santos.  Morre na Santa Casa de Misericórdia dessa cidade no ano de 1908.

## Galeria

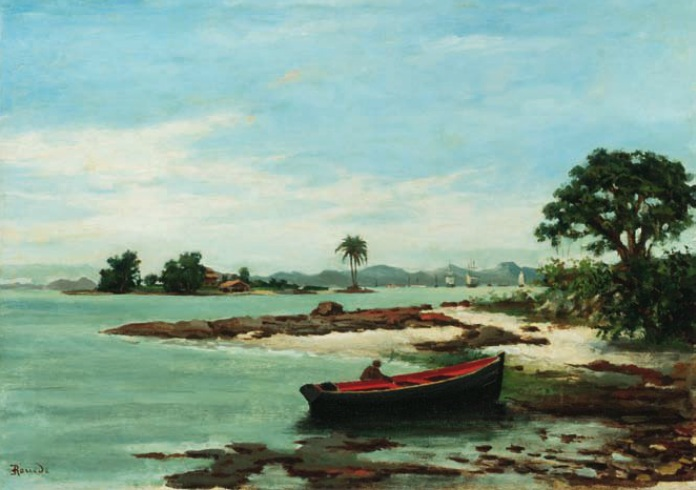
Vista de uma praia em Paquetá (cerca de 1890)